# Округ Фејет (Тексас)
Округ Фејет (енгл. Fayette County) је округ у америчкој савезној држави Тексас. По попису из 2010. године број становника је 24.554.

## Демографија
Према попису становништва из 2010. у округу је живело 24.554 становника, што је 2.750 (12,6%) становника више него 2000. године.
| Група             | 2000.          | 2010.          |
| Белци             | 17.271 (79,2%) | 18.038 (73,5%) |
| Афроамериканци    | 1.528 (7,0%)   | 1.632 (6,6%)   |
| Азијати           | 49 (0,2%)      | 66 (0,3%)      |
| Хиспаноамериканци | 2.786 (12,8%)  | 4.585 (18,7%)  |
| Укупно            | 21.804         | 24.554         |